# Kreamer, Pennsylvania
Kreamer, Pennsylvania (енгл. Kreamer) насељено је место без административног статуса у америчкој савезној држави Пенсилванија.

## Демографија
По попису из 2010. године број становника је 822, што је 49 (6,3%) становника више него 2000. године.
| Група             | 2000.       | 2010.       |
| Белци             | 762 (98,6%) | 808 (98,3%) |
| Афроамериканци    | 1 (0,1%)    | 6 (0,7%)    |
| Азијати           | 1 (0,1%)    | 0 (0,0%)    |
| Хиспаноамериканци | 3 (0,4%)    | 0 (0,0%)    |
| Укупно            | 773         | 822         |